# Kazakistan ai Giochi della XXIX Olimpiade
Il Kazakistan ha partecipato ai Giochi della XXIX Olimpiade di Pechino, svoltisi dall'8 al 24 agosto 2008, con una delegazione di 130 atleti.

## Medaglie
| Medaglia | Atleta              | Sport              | Evento            |
| -------- | ------------------- | ------------------ | ----------------- |
| Oro      | Ilya Ilin           | Sollevamento pesi  | 94 kg maschile    |
| Oro      | Bakhyt Särsekbaev   | Pugilato           | Pesi welter       |
| Argento  | Irina Nekrassova    | Sollevamento pesi  | 63 kg femminile   |
| Argento  | Alla Važenina       | Sollevamento pesi  | 75 kg femminile   |
| Argento  | Askat Žitkeev       | Judo               | 100 kg maschile   |
| Argento  | Taimuraz Tigiev     | Lotta libera       | 96 kg maschile    |
| Bronzo   | Nurbachyt Tenizbaev | Lotta greco-romana | 60 kg maschile    |
| Bronzo   | Asset Mambetov      | Lotta greco-romana | 96 kg maschile    |
| Bronzo   | Marid Mutalimov     | Lotta libera       | 120 kg maschile   |
| Bronzo   | Marija Graboveckaja | Sollevamento pesi  | +75 kg femminile  |
| Bronzo   | Elena Şalygina      | Lotta libera       | 63 kg femminile   |
| Bronzo   | Erkebūlan Şynaliev  | Pugilato           | Pesi mediomassimi |
| Bronzo   | Arman Chilmanov     | Taekwondo          | +80 kg maschile   |

### Medaglie per disciplina
| Sport             | Oro | Argento | Bronzo | Totale |
| ----------------- | --- | ------- | ------ | ------ |
| Sollevamento pesi | 1   | 2       | 1      | 4      |
| Pugilato          | 1   | 0       | 1      | 2      |
| Lotta             | 0   | 1       | 4      | 5      |
| Judo              | 0   | 1       | 0      | 1      |
| Taekwondo         | 0   | 0       | 1      | 1      |

## Atletica leggera
| Gara           | Atleta              | Batterie | Batterie | Quarti       | Quarti       | Semifinali | Semifinali | Finale | Finale |
| Gara           | Atleta              | Tempo    | Pos.     | Tempo        | Pos.         | Tempo      | Pos.       | Tempo  | Pos.   |
| -------------- | ------------------- | -------- | -------- | ------------ | ------------ | ---------- | ---------- | ------ | ------ |
| 200 m          | V'jačeslav Murav'ev | 21"68    | 7        |              |              |            |            |        |        |
| 400 m ostacoli | Evgenij Melešenko   |          |          | non concluso | non concluso |            |            |        |        |

| Gara         | Atleta         | Tempo     | Posizione |
| ------------ | -------------- | --------- | --------- |
| Maratona     | Tahir Mamašev  | 2h 30'26" | 70        |
| Marcia 20 km | Rustam Kuvatov | 1h 28'25" | 42        |

| Gara          | Atleta           | Qualificazioni | Qualificazioni | Finale | Finale |
| Gara          | Atleta           | Misura         | Pos.           | Misura | Pos.   |
| ------------- | ---------------- | -------------- | -------------- | ------ | ------ |
| Salto in alto | Sergej Zasimovič | 2,10 m         | 37             |        |        |
| Salto triplo  | Roman Valiev     | 16,20 m        | 30             |        |        |

| Prova                | Dmitrij Karpov  | Dmitrij Karpov | Dmitrij Karpov |
| Prova                | Risultato       | Punti          | Pos.           |
| -------------------- | --------------- | -------------- | -------------- |
| 100 metri            | 11"83           | 685            | 38             |
| Salto in lungo       | non partito     | non partito    | non partito    |
| Getto del peso       | non partito     | non partito    | non partito    |
| Salto in alto        | non partito     | non partito    | non partito    |
| 400 metri            | non partito     | non partito    | non partito    |
| 110 metri ostacoli   | non partito     | non partito    | non partito    |
| Lancio del disco     | non partito     | non partito    | non partito    |
| Salto con l'asta     | non partito     | non partito    | non partito    |
| Tiro del giavellotto | non partito     | non partito    | non partito    |
| 1500 metri           | non partito     | non partito    | non partito    |
| Totale               | bgcolor=#f5deb3 | non concluso   | non concluso   |

| 400 m          | Ol'ga Tereškova      | 53"36 | 6 |       |   |  |  |  |  |
| 100 m ostacoli | Natalya Ivoninskaya  | 13"20 | 6 |       |   |  |  |  |  |
| 100 m ostacoli | Anastasija Pilipenko | 12"99 | 3 |       |   |  |  |  |  |
| 400 m ostacoli | Tat'jana Azarova     |       |   | 56"88 | 4 |  |  |  |  |

| Gara         | Atleta            | Tempo     | Posizione |
| ------------ | ----------------- | --------- | --------- |
| Marcia 20 km | Svetlana Tolstaja | 1h 34'03" | 30        |

| Gara           | Atleta            | Qualificazioni | Qualificazioni | Finale  | Finale |
| Gara           | Atleta            | Misura         | Pos.           | Misura  | Pos.   |
| -------------- | ----------------- | -------------- | -------------- | ------- | ------ |
| Salto in alto  | Marina Aitova     | 1,93 m         | 1              | 1,93 m  | 10     |
| Salto in alto  | Ekaterina Evseeva | 1,85 m         | 28             |         |        |
| Salto in lungo | Ol'ga Rypakova    | 6,20 m         | 30             |         |        |
| Salto triplo   | Irina Litvinenko  | 12,92 m        | 32             |         |        |
| Salto triplo   | Elena Parfënova   | 13,46 m        | 27             |         |        |
| Salto triplo   | Ol'ga Rypakova    | 14,64 m        | 4              | 15,11 m | 4      |
| Getto del peso | Iolanta Ul'eva    | 15,49 m        | 32             |         |        |

| Prova                | Irina Naumenko  | Irina Naumenko | Irina Naumenko |
| Prova                | Risultato       | Punti          | Pos.           |
| -------------------- | --------------- | -------------- | -------------- |
| 100 metri ostacoli   | non concluso    | non concluso   | non concluso   |
| Salto in alto        | non partita     | non partita    | non partita    |
| Getto del peso       | non partita     | non partita    | non partita    |
| 200 metri            | non partita     | non partita    | non partita    |
| Salto in lungo       | non partita     | non partita    | non partita    |
| Tiro del giavellotto | non partita     | non partita    | non partita    |
| 800 metri            | non partita     | non partita    | non partita    |
| Totale               | bgcolor=#f5deb3 | non concluso   | non concluso   |

## Canoa/kayak
| Gara      | Atleta                                 | Batterie | Batterie | Semifinali | Semifinali | Finale | Finale |
| Gara      | Atleta                                 | Tempo    | Pos.     | Tempo      | Pos.       | Tempo  | Pos.   |
| --------- | -------------------------------------- | -------- | -------- | ---------- | ---------- | ------ | ------ |
| C1 500 m  | Michail Emel'janov                     | 1'54"832 | 5        | 2'06"908   | 8          |        |        |
| C1 1000 m | Michail Emel'janov                     | 4'19"259 | 7        | 4'16"813   | 8          |        |        |
| C2 500 m  | Aleksandr Djadčuk Qaisar Nurmaganbetov | 1'45"730 | 7        | 1'44"992   | 7          |        |        |
| K1 500 m  | Aleksej Dergunov                       | 1'39"82  | 6        | 1'47"573   | 7          |        |        |
| K1 1000 m | Dmitrij Torlopov                       | 3'39"671 | 6        | 3'47"212   | 8          |        |        |
| K2 500 m  | Dmitrij Kal'tenberger Dmitrij Torlopov | 1'33"363 | 7        | 1'33"512   | 6          |        |        |

| Gara      | Atleta             | Preliminari | Preliminari | Preliminari | Preliminari | Semifinali | Semifinali | Finale | Finale | Finale | Finale |
| Gara      | Atleta             | Manche 1    | Manche 2    | Totale      | Pos.        | Tempo      | Pos.       | Tempo  | Pos.   | Totale | Pos.   |
| --------- | ------------------ | ----------- | ----------- | ----------- | ----------- | ---------- | ---------- | ------ | ------ | ------ | ------ |
| Slalom K1 | Ekaterina Lukičeva | 113"26      | 108"03      | 221"29      | 11          | 128"08     | 12         |        |        |        |        |

## Canottaggio
| Gara                     | Atleta                                 | Batterie | Batterie | Quarti/ Ripescaggi | Quarti/ Ripescaggi | Semifinali | Semifinali         | Finale  | Finale       |
| Gara                     | Atleta                                 | Tempo    | Pos.     | Tempo              | Pos.               | Tempo      | Pos.               | Tempo   | Pos.         |
| ------------------------ | -------------------------------------- | -------- | -------- | ------------------ | ------------------ | ---------- | ------------------ | ------- | ------------ |
| Singolo                  | Inga Dudčenko                          | 8'28"24  | 4        | 8'15"88            | 5                  | 8'16"95    | 3 (semifinale C/D) | 8'16"09 | 6 (finale C) |
| 2 di coppia pesi leggeri | Aleksandra Opačanova Natal'ja Voronova | 7'29"07  | 6        | 7'54"12            | 5                  |            |                    | 7'32"36 | 4 (finale C) |

## Ciclismo

### Su strada
| Gara                     | Atleta            | Tempo        | Posizione    |
| ------------------------ | ----------------- | ------------ | ------------ |
| Corsa in linea maschile  | Maksim Iglinskij  | non concluso | non concluso |
| Corsa in linea maschile  | Andrej Mizurov    | 6h 26'27"    | 44           |
| Cronometro maschile      | Andrej Mizurov    | 1h 06'32"    | 24           |
| Corsa in linea femminile | Zul'fija Zabirova | 3h 32'45"    | 10           |
| Cronometro femminile     | Zul'fija Zabirova | 36"29        | 9            |

## Ginnastica

### Ginnastica ritmica
| Atleta         | Qualificazioni | Qualificazioni | Qualificazioni | Qualificazioni | Qualificazioni | Qualificazioni | Finale | Finale  | Finale | Finale | Finale | Finale |
| Atleta         | Corda          | Cerchio        | Clavi          | Palla          | Totale         | Pos.           | Corda  | Cerchio | Clavi  | Palla  | Totale | Pos.   |
| -------------- | -------------- | -------------- | -------------- | -------------- | -------------- | -------------- | ------ | ------- | ------ | ------ | ------ | ------ |
| Äliia Jusipova | 17,575         | 17,900         | 17,575         | 16,750         | 69,800         | 5              | 17,625 | 17,825  | 17,650 | 16,700 | 69,800 | 5      |

## Judo
| Gara    | Atleta             | Tabellone principale                   | Tabellone principale                        | Tabellone principale              | Tabellone principale              | Tabellone principale                         | Ripescaggi                            | Ripescaggi | Ripescaggi | Ripescaggi |
| Gara    | Atleta             | Sedicesimi                             | Ottavi                                      | Quarti                            | Semifinali                        | Finale                                       | 1º turno                              | Quarti     | Semifinali | Finale     |
| ------- | ------------------ | -------------------------------------- | ------------------------------------------- | --------------------------------- | --------------------------------- | -------------------------------------------- | ------------------------------------- | ---------- | ---------- | ---------- |
| 60 kg   | Salamat Utarbaev   | Liu Renwang (Cina) 0000-0001           |                                             |                                   |                                   |                                              |                                       |            |            |            |
| 73 kg   | Rinat Ibragimov    | Wang Ki-Chun (Corea del Sud) 0000-1011 |                                             |                                   |                                   |                                              | Shokir Muminov (Uzbekistan) 0001-1010 |            |            |            |
| 100 kg  | Askat Žitkeev      | Talal Al-Enezi (Kuwait) 1110-0000      | Amel Mekic (Bosnia ed Erzegovina) 1001-0010 | Daniel Hadfi (Ungheria) 1111-0100 | Henk Grol (Paesi Bassi) 1010-0100 | Naidangiin Tüvshinbayar (Mongolia) 0020-0120 |                                       |            |            |            |
| +100 kg | Eldos Ichsangaliev | Semir Pepic (Australia) 0020-0000      | Teddy Riner (Francia) 0000-1000             |                                   |                                   |                                              |                                       |            |            |            |

| Gara   | Atleta            | Tabellone principale                    | Tabellone principale                    | Tabellone principale                   | Tabellone principale | Tabellone principale | Ripescaggi                                   | Ripescaggi                             | Ripescaggi                     | Ripescaggi                        |
| Gara   | Atleta            | Sedicesimi                              | Ottavi                                  | Quarti                                 | Semifinali           | Finale               | 1º turno                                     | Quarti                                 | Semifinali                     | Finale                            |
| ------ | ----------------- | --------------------------------------- | --------------------------------------- | -------------------------------------- | -------------------- | -------------------- | -------------------------------------------- | -------------------------------------- | ------------------------------ | --------------------------------- |
| 48 kg  | Kelbet Nurgazina  | Frédérique Jossinet (Francia) 1000-0000 | Hanatou Ouelgo (Burkina Faso) 1001-0000 | Pak Ok-Song (Corea del Nord) 0001-0011 |                      |                      |                                              | Ana Hormigo (Portogallo) 0001-0002     |                                |                                   |
| 52 kg  | Sholpan Kaliyeva  | bye                                     | Shih Pei-Chun (Taipei cinese) 0021-0020 | An Kum-ae (Corea del Nord) 0000-0200   |                      |                      |                                              | Flor Velázquez (Venezuela) 0010-0000   | Ilse Heylen (Belgio) 1000-0000 | Soraya Haddad (Algeria) 0010-0121 |
| 57 kg  | Gulzat Uralbayeva | Valerie Gotay (Stati Uniti) 0010-1001   |                                         |                                        |                      |                      |                                              |                                        |                                |                                   |
| 70 kg  | Zhanar Zhanzunova | Yuri Alvear (Colombia) 0010-1001        |                                         |                                        |                      |                      |                                              |                                        |                                |                                   |
| 78 kg  | Sagat Abikeyeva   | Yalennis Castillo (Cuba) 0000-1021      |                                         |                                        |                      |                      | Diviya (India) 1010-0000                     | Stéphanie Possamaï (Francia) 0001-1010 |                                |                                   |
| +78 kg | Gülhan Issanova   | Urszula Sadkowska (Polonia) 0101-0010   | Lucija Polavder (Slovenia) 0001-1000    |                                        |                      |                      | Dorjgotovyn Tserenkhand (Mongolia) 0000-1000 |                                        |                                |                                   |

## Lotta
| Gara   | Atleta               | Tabellone principale                   | Tabellone principale                  | Tabellone principale                  | Tabellone principale                       | Tabellone principale               | Ripescaggi | Ripescaggi | Ripescaggi                         |
| Gara   | Atleta               | Sedicesimi                             | Ottavi                                | Quarti                                | Semifinali                                 | Finale                             | Quarti     | Semifinali | Finale                             |
| ------ | -------------------- | -------------------------------------- | ------------------------------------- | ------------------------------------- | ------------------------------------------ | ---------------------------------- | ---------- | ---------- | ---------------------------------- |
| 55 kg  | Jasulan Muhtarbekuly | Dilshod Mansurov (Uzbekistan) 0-1, 0-1 |                                       |                                       |                                            |                                    |            |            |                                    |
| 60 kg  | Baurzahn Orazgaliev  | bye                                    | Yogeshwar Dutt (India) 2-0, 0-3, 0-5  |                                       |                                            |                                    |            |            |                                    |
| 66 kg  | Leonid Spiridonov    | Wang Qiang (Cina) 1-1, 4-0, 2-0        | Emin Azizov (Azerbaigian) 2-0, 1-0    | Irbek Farniev (Russia) 0-3, 1-0, 1-0  | Andrij Stadnik (Ucraina) 0-1, 0-2          |                                    |            |            | Sushil Kumar (India) 1-2, 1-0, 0-1 |
| 84 kg  | Gennadiy Laliyev     | Zaurbek Sokhiev (Uzbekistan) 4-5, 0-1  |                                       |                                       |                                            |                                    |            |            |                                    |
| 96 kg  | Taimuraz Tigiev      | bye                                    | Luis Vivénez (Venezuela) 6-0, 3-0     | Michael Batista (Cuba) 2-0, 1-0       | Georgi Gogshelidze (Georgia) 1-1, 0-1, 2-0 | Shirvani Muradov (Russia) 0-1, 0-1 |            |            |                                    |
| 120 kg | Marid Mutalimov      | bye                                    | Kim Jae-Gang (Corea del Sud) 1-1, 2-0 | Aydin Polatci (Turchia) 1-0, 1-2, 2-0 | Bakhtiyar Akhmedov (Russia) 0-6, 0-1       |                                    |            |            | Fardin Masoumi (Iran) 8-3, 1-1     |

| Gara  | Atleta           | Tabellone principale                        | Tabellone principale                  | Tabellone principale          | Tabellone principale | Ripescaggi                       | Ripescaggi                              | Ripescaggi                            |  |
| Gara  | Atleta           | Ottavi                                      | Quarti                                | Semifinali                    | Finale               | Quarti                           | Semifinali                              | Finale                                |  |
| ----- | ---------------- | ------------------------------------------- | ------------------------------------- | ----------------------------- | -------------------- | -------------------------------- | --------------------------------------- | ------------------------------------- |  |
| 48 kg | Tatyana Bakatyuk | Alexandra Engelhardt (Germania) 1-0, 1-0    | Ingrid Medrano (El Salvador) 5-0, 2-0 | Carol Huynh (Canada) 0-1, 0-4 |                      |                                  |                                         | Marija Stadnyk (Azerbaigian) 1-2, 0-8 |  |
| 55 kg | Ol'ga Smirnova   | Alena Filipova (Bielorussia) 2-3, 3-0, 4-2  | Xu Li (Cina) 1-0, 0-2, 2-1            |                               |                      |                                  | Ana Paval (Romania) 3-5, 1-1, 0-3       |                                       |  |
| 63 kg | Elena Şalygina   | Alena Kartašova (Russia) 0-1, 0-3           |                                       |                               |                      | Elina Vaseva (Bulgaria) 5-0, 5-0 | Lise Golliot-Legrand (Francia) 5-0, 3-2 |                                       |  |
| 72 kg | Ol'ga Žanibekova | Rosângela Conceição (Brasile) 1-0, 0-3, 0-4 |                                       |                               |                      |                                  |                                         |                                       |  |

| Gara  | Atleta               | Tabellone principale                | Tabellone principale                       | Tabellone principale                         | Tabellone principale                  | Tabellone principale | Ripescaggi                          | Ripescaggi                                  | Ripescaggi                                    |
| Gara  | Atleta               | Sedicesimi                          | Ottavi                                     | Quarti                                       | Semifinali                            | Finale               | Quarti                              | Semifinali                                  | Finale                                        |
| ----- | -------------------- | ----------------------------------- | ------------------------------------------ | -------------------------------------------- | ------------------------------------- | -------------------- | ----------------------------------- | ------------------------------------------- | --------------------------------------------- |
| 55 kg | Asset Imanbaev       | bye                                 | Roman Amoyan (Armenia) 1-4, 1-3            |                                              |                                       |                      |                                     |                                             |                                               |
| 60 kg | Nurbakyt Tengysbayev | bye                                 | Stig-Andre Berge (Norvegia) 3-0, 3-0       | Jung Ji-Hyun (Corea del Sud) 1-2, 3-2, 3-0   | Vitali Rəhimov (Azerbaigian) 1-1, 0-7 |                      |                                     |                                             | Sheng Jiang (Cina) 4-1, 1-2, 3-0              |
| 66 kg | Darkhan Bayakhmetov  | bye                                 | Markus Thätner (Germania) 2-1, 3-1         | Li Yanyan (Cina) 4-1, 2-4, 5-1               | Steeve Guénot (Francia) 1-1, 0-3      |                      |                                     |                                             | Mikhail Siamionau (Bielorussia) 0-2, 1-1, 1-1 |
| 74 kg | Roman Melyoshin      | bye                                 | Hassan Shahsavan (Australia) 3-0, 1-2, 5-0 | Aleh Mikhalovich (Bielorussia) 1-1, 1-1, 1-2 |                                       |                      |                                     |                                             |                                               |
| 84 kg | Andrey Samokhin      | bye                                 | Alexey Mishine (Russia) 1-2, 0-3           |                                              |                                       |                      |                                     |                                             |                                               |
| 96 kg | Asset Mambetov       | Aslanbek Khushtov (Russia) 0-5, 0-5 |                                            |                                              |                                       |                      | Daigoro Timoncini (Italia) 2-1, 2-0 | Mindaugas Ežerskis (Lituania) 1-2, 1-1, 3-1 | Marek Švec (Rep. Ceca) 1-1, 6-0               |

## Nuoto
| Gara               | Atleta             | Batterie | Batterie | Semifinali | Semifinali | Finale | Finale |
| Gara               | Atleta             | Tempo    | Pos.     | Tempo      | Pos.       | Tempo  | Pos.   |
| ------------------ | ------------------ | -------- | -------- | ---------- | ---------- | ------ | ------ |
| 50 m stile libero  | Stanislav Kuzmin   | 22"91    | 48       |            |            |        |        |
| 400 m stile libero | Oleg Robota        | 4'02"16  | 36       |            |            |        |        |
| 100 m dorso        | Stanislav Osinskij | 57"42    | 42       |            |            |        |        |
| 100 m rana         | Vladislav Poljakov | 1'00"80  | 17       |            |            |        |        |
| 100 m rana         | Evgenij Ryžkov     | 1'01"83  | 35       |            |            |        |        |
| 100 m farfalla     | Rustam Chudiev     | 54"62    | 55       |            |            |        |        |
| 200 m misti        | Dmitrij Gordienko  | 2'03"92  | 37       |            |            |        |        |
| 400 m misti        | Dmitrij Gordienko  |          |          | 4'25"20    | 26         |        |        |

| Gara              | Atleta             | Batterie | Batterie | Semifinali | Semifinali | Finale | Finale |
| Gara              | Atleta             | Tempo    | Pos.     | Tempo      | Pos.       | Tempo  | Pos.   |
| ----------------- | ------------------ | -------- | -------- | ---------- | ---------- | ------ | ------ |
| 50 m stile libero | Marina Muljaeva    | 26"57    | 46       |            |            |        |        |
| 100 m dorso       | Ekaterina Rudenko  | 1'04"85  | 45       |            |            |        |        |
| 100 m rana        | Ekaterina Sadovnik | 1'11"14  | 34       |            |            |        |        |

## Nuoto sincronizzato
| Gara | Atlete                    | Technical Routine | Technical Routine | Free Routine (preliminari) | Free Routine (preliminari) | Free Routine (finale) | Free Routine (finale) | Punteggio totale | Posizione finale |
| Gara | Atlete                    | Punteggio         | Pos.              | Punteggio                  | Pos.                       | Punteggio             | Pos.                  | Punteggio totale | Posizione finale |
| ---- | ------------------------- | ----------------- | ----------------- | -------------------------- | -------------------------- | --------------------- | --------------------- | ---------------- | ---------------- |
| Duo  | Ainur Kerey Arna Toktagan | 83,500            | 20                | 85,166                     | 20                         |                       |                       |                  |                  |

## Pallamano

### Torneo femminile
La nazionale kazaka si è qualificata per i Giochi vincendo il torneo preolimpico asiatico.

#### Squadra
La squadra era formata da:
- Xeniya Nikandrova (centrale)
- Irina Borechko (pivot)
- Marina Pikalova (terzino destro)
- Gulzira Iskakova (terzino sinistro)
- Yelena Portova (pivot)
- Olga Travnikova (portiere)
- Yelena Ilyukhina (centrale)
- Tatiana Parfenova (portiere)
- Natalya Kubrina (terzino sinistro)
- Natalya Yakovleva (ala destra)
- Yana Vassilyeva (pivot)
- Olga Ajiderskaya (ala destra)
- Yuliya Markovich (terzino destro)
- Yekaterina Tyapkova (ala sinistra)

#### Prima fase
| Arbitro: | Aires Menezes, Aparecido Pinto |

|          |           |                |
| Elisei 6 | Marcatori | Ajiderskaya 10 |

| Arbitro: | Breto, Huelin |

|               |           |             |
| Ajiderskaya 7 | Marcatori | Lacrabere 6 |

| Arbitro: | Aires Menezes, Aparecido Pinto |

|                  |           |              |
| Lybekk, Nyberg 5 | Marcatori | Vassilyeva 6 |

| Arbitro: | Lemme, Ullrich |

|            |           |              |
| Pikalova 8 | Marcatori | Li Weiwei 11 |

| Arbitro: | Din (ROU), Dinu (ROU) |

|          |           |                                 |
| Bengue 6 | Marcatori | Ajiderskaya, Kubrina, Portova 5 |

| Squadra       | Giocate | Vinte | Pareggiate | Perse | Gol fatti | Gol subiti | Differenza reti | Punti |
| ------------- | ------- | ----- | ---------- | ----- | --------- | ---------- | --------------- | ----- |
| 1. Norvegia   | 5       | 5     | 0          | 0     | 154       | 106        | +48             | 10    |
| 2. Romania    | 5       | 4     | 0          | 1     | 150       | 114        | +38             | 8     |
| 3. Cina       | 5       | 2     | 0          | 3     | 122       | 135        | -13             | 4     |
| 4. Francia    | 5       | 2     | 0          | 3     | 121       | 128        | -7              | 4     |
| 5. Kazakistan | 5       | 1     | 1          | 3     | 109       | 137        | -28             | 3     |
| 6. Angola     | 5       | 0     | 1          | 4     | 109       | 147        | -38             | 1     |

## Pallavolo

### Torneo femminile
La nazionale kazaka si è qualificata come migliore asiatica del torneo preolimpico mondiale.

## Pentathlon moderno
| Gara      | Atleta            | Tiro  | Tiro  | Scherma  | Scherma | Nuoto   | Nuoto | Equitazione | Equitazione | Corsa       | Corsa | Punteggio totale | Posizione |
| Gara      | Atleta            | Punti | Punt. | Vittorie | Punt.   | Tempo   | Punt. | Punti       | Punt.       | Tempo       | Punt. | Punteggio totale | Posizione |
| --------- | ----------------- | ----- | ----- | -------- | ------- | ------- | ----- | ----------- | ----------- | ----------- | ----- | ---------------- | --------- |
| Femminile | Lada Jienbalanova | 170   | 976   | 15       | 760     | 2'19"13 | 1252  | 142,90      | 748         | non partita | 0     | 3736             | 36        |
| Femminile | Julija Krysina    | 176   | 1048  | 23       | 952     | 2'26"28 | 1168  | 69,21       | 1144        | 11'44"57    | 904   | 5216             | 26        |

## Pugilato
| Gara                | Atleta             | Sedicesimi                         | Ottavi                             | Quarti                                   | Semifinali                        | Finale                             |
| ------------------- | ------------------ | ---------------------------------- | ---------------------------------- | ---------------------------------------- | --------------------------------- | ---------------------------------- |
| Pesi mosca leggeri  | Birzhan Zhakypov   | Thomas Essomba (Camerun) 7-4       | Hovhannes Danielyan (Armenia) 12-7 | Zou Shiming (Cina) 4-9                   |                                   |                                    |
| Pesi mosca          | Mirat Sarsembayev  | Rafal Kaczor (Polonia) 14-5        | Georgy Balakshin (Russia) 4-12     |                                          |                                   |                                    |
| Pesi gallo          | Kanat Abutalipov   | bye                                | Yankiel León (Cuba) 3-10           |                                          |                                   |                                    |
| Pesi piuma          | Galib Jafarov      | Şahin İmranov (Azerbaigian) 5-9    |                                    |                                          |                                   |                                    |
| Pesi leggeri        | Merey Aqşalov      | Miklós Varga (Ungheria) 12-3       | Hu Qing (Cina) 7-11                |                                          |                                   |                                    |
| Pesi welter leggeri | Serik Säpiev       | bye                                | Jonny Sanchez (Venezuela) 22-3     | Manus Boonjumnong (Thailandia) 5-7       |                                   |                                    |
| Pesi welter         | Bakhyt Särsekbaev  | Adam Trupish (Canada) 20-1         | Vitalie Gruşac (Moldavia) RSCI     | Dilshod Mahmudov (Uzbekistan) 12-7       | Kim Jung-Joo (Corea del Sud) 10-6 | Carlos Banteaux Suárez (Cuba) 18-9 |
| Pesi medi           | Baqtiiar Artaev    | Said Rachidi (Marocco) 8-2         | Matvey Korobov (Russia) 10-7       | James DeGale (Gran Bretagna) 3-8         |                                   |                                    |
| Pesi mediomassimi   | Erkebūlan Şynaliev | Daugirdas Semiotas (Lituania) 11-3 | Carlos Negron (Porto Rico) 9-3     | Jahon Qurbonov (Tagikistan) squalificato | Zhang Xiaoping (Cina) 4-+4        |                                    |
| Pesi supermassimi   | Ruslan Myrsataev   |                                    | Daniel Beahan (Australia) RSC      | Zhang Zhilei (Cina) 2-12                 |                                   |                                    |

## Sollevamento pesi
| Gara   | Atleta            | Strappo | Strappo | Slancio | Slancio | Totale | Posizione |
| Gara   | Atleta            | Ris.    | Pos.    | Ris.    | Pos.    | Totale | Posizione |
| ------ | ----------------- | ------- | ------- | ------- | ------- | ------ | --------- |
| 77 kg  | Vladimir Kuznecov | 160     | 7       | 191     | 10      | 351    | 9         |
| 85 kg  | Vladimir Sedov    | 108     | 3       | 200     | 9       | 380    | 4         |
| 94 kg  | Ilya Ilin         | 180     | 4       | 226     | 1       | 406    |           |
| 105 kg | Bakhyt Ahmetov    | 190     | 4       | 225     | 6       | 415    | 5         |
| 105 kg | Sergej Istomin    | 181     | 9       | 225     | 5       | 406    | 8         |

| Gara   | Atleta              | Strappo | Strappo | Slancio | Slancio | Totale | Posizione |
| Gara   | Atleta              | Ris.    | Pos.    | Ris.    | Pos.    | Totale | Posizione |
| ------ | ------------------- | ------- | ------- | ------- | ------- | ------ | --------- |
| 63 kg  | Irina Nekrasova     | 110     | 2       | 130     | 2       | 240    |           |
| 75 kg  | Alla Važenina       | 119     | 2       | 147     | 3       | 266    |           |
| +75 kg | Marija Graboveckaja | 120     | 3       | 150     | 3       | 270    |           |

## Taekwondo
| Gara            | Atleta          | Tabellone principale               | Tabellone principale | Tabellone principale | Tabellone principale | Ripescaggi                                         | Ripescaggi                                 |
| Gara            | Atleta          | Ottavi                             | Quarti               | Semifinali           | Finale               | Semifinali                                         | Finale                                     |
| --------------- | --------------- | ---------------------------------- | -------------------- | -------------------- | -------------------- | -------------------------------------------------- | ------------------------------------------ |
| +80 kg maschile | Arman Chilmanov | Alexandros Nikolaidis (Grecia) 3-4 |                      |                      |                      | Abdelkader Zrouri (Marocco) vittoria per abbandono | Ángel Matos (Cuba) vittoria per squalifica |
| 67 kg femminile | Liia Nurkina    | Gwladys Épangue (Francia) 0-3      |                      |                      |                      |                                                    |                                            |

## Tennis tavolo
| Gara              | Atleta          | Preliminari                                               | Turno 1 | Turno 2 | Turno 3 | Turno 4 | Quarti | Semifinali | Finale |
| ----------------- | --------------- | --------------------------------------------------------- | ------- | ------- | ------- | ------- | ------ | ---------- | ------ |
| Singolo femminile | Marina Šumakova | Marharyta Pesoc'ka (Ucraina) 0-4 (8-11, 6-11, 6-11, 6-11) |         |         |         |         |        |            |        |

## Tiro
| Gara                         | Atleta           | Qualificazioni | Qualificazioni | Finale    | Finale       | Finale |
| Gara                         | Atleta           | Punteggio      | Pos.           | Punteggio | Punt. totale | Pos.   |
| ---------------------------- | ---------------- | -------------- | -------------- | --------- | ------------ | ------ |
| Carabina 10 m aria compressa | Vitalij Dovgun   | 587            | 38             |           |              |        |
| Carabina 10 m aria compressa | Jurij Jurkov     | 586            | 42             |           |              |        |
| Carabina 50 m a terra        | Vitalij Dovgun   | 592            | 20             |           |              |        |
| Carabina 50 m a terra        | Jurij Jurkov     | 588            | 42             |           |              |        |
| Carabina 50 m tre posizioni  | Vitalij Dovgun   | 1158           | 32             |           |              |        |
| Carabina 50 m tre posizioni  | Jurij Jurkov     | 1162           | 27             |           |              |        |
| Pistola 10 m aria compressa  | Rašid Junusmetov | 578            | 20             |           |              |        |
| Pistola 50 m                 | Rašid Junusmetov | 555            | 17             |           |              |        |

| Gara                         | Atleta             | Qualificazioni | Qualificazioni | Finale    | Finale       | Finale |
| Gara                         | Atleta             | Punteggio      | Pos.           | Punteggio | Punt. totale | Pos.   |
| ---------------------------- | ------------------ | -------------- | -------------- | --------- | ------------ | ------ |
| Carabina 10 m aria compressa | Ol'ga Dovgun       | 397            | 6              | 101,1     | 498,1        | 6      |
| Carabina 50 m tre posizioni  | Ol'ga Dovgun       | 588            | 3              | 98,3      | 686,3        | 6      |
| Pistola 10 m aria compressa  | Zaureş Baibusinova | 382            | 13             |           |              |        |
| Pistola 25 m                 | Zaureş Baibusinova | 571            | 31             |           |              |        |
| Trap                         | Elena Stručaeva    | 69             | 3              | 17        | 86           | 6      |

## Tiro con l'arco
| Gara                  | Atleta             | Turno di qualificazione | Turno di qualificazione | Turno 1                          | Turno 2 | Ottavi | Quarti | Semifinali | Finale |
| Gara                  | Atleta             | Punteggio               | Pos.                    | Turno 1                          | Turno 2 | Ottavi | Quarti | Semifinali | Finale |
| --------------------- | ------------------ | ----------------------- | ----------------------- | -------------------------------- | ------- | ------ | ------ | ---------- | ------ |
| Individuale femminile | Anastasija Bannova | 628                     | 35                      | Natalia Valeeva (Italia) 105-107 |         |        |        |            |        |

## Triathlon
| Gara          | Atleta         | Nuoto  | Ciclismo | Corsa  | Tempo totale | Posizione |
| ------------- | -------------- | ------ | -------- | ------ | ------------ | --------- |
| Gara maschile | Daniil Sapunov | 18'11" | 59'05"   | 32'42" | 1h 50'58"93  | 21        |